# Obří kolo v Seattlu
Obří kolo v Seattlu (anglicky Seattle Great Wheel) je s 53,3 m nejvyšší ruské kolo na západním pobřeží USA. Kolo stojí na Pier 56 v Elliottově zálivu blízko Seattleského akvária a obchodu Miner’s Landing.

## Otevření
Slavnostní otevření kola se konalo 29. června 2012. Během ceremonie, která se konala ve 14:30, vystoupila Pobřežní stráž Spojených států amerických, tehdejší starosta Seattlu Michael McGin, roztleskávačky z Washingtonské univerzity a pochodová kapela.
Vstupenka pro jednu osobu stojí 15 USD, se slevami pro děti a seniory. K dispozici je i jedna VIP gondola s červenými koženými sedadly a skleněnou podlahou za 50 USD za osobu.

## Konstrukce a design
Stavba byla postavena na základě návrhu modelu R60 společnosti Chance Rides. Výstavba probíhala v různých částech Evropy a Ameriky mezi 17. dubnem a 29. červnem 2012 v přepočtu za 20 milionů USD. Seattle je po Niagara Falls a Myrtle Beach 3. město v Severní Americe, s tímto typem ruského kola. Jako jediné z těchto tří kol je postaveno u vody.
V nejvyšším místě dosahuje kolo výšky 53,3 m a jeho celková váha činí 127 tun. Na kole je zavěšeno 42 gondol s maximální kapacitou 300 cestujících. Každá gondola je schopná nést až 8 osob, kromě 4místné VIP gondoly.

## Galerie

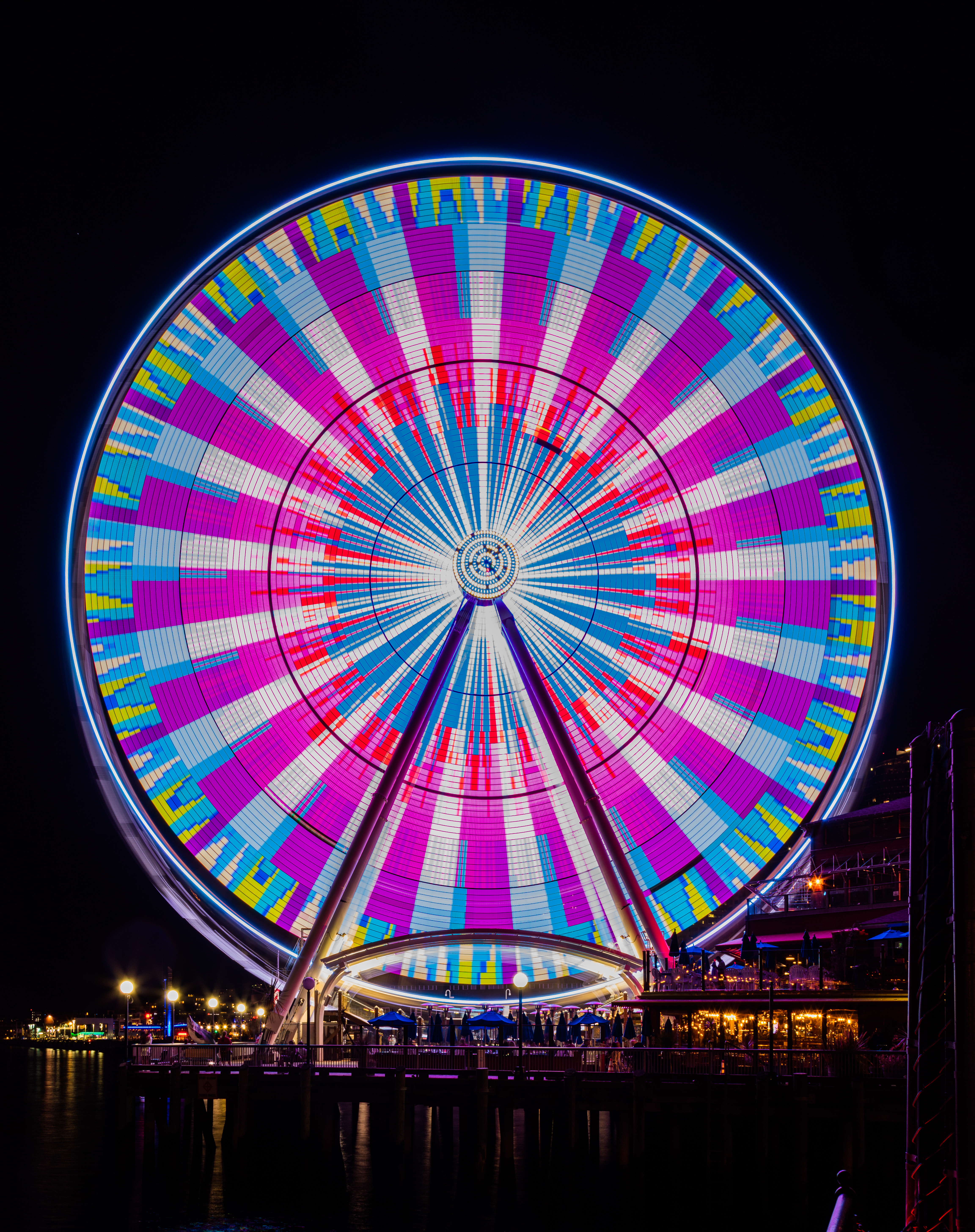
Vyfoceno s dlouho expozicí a nočním osvětlením.
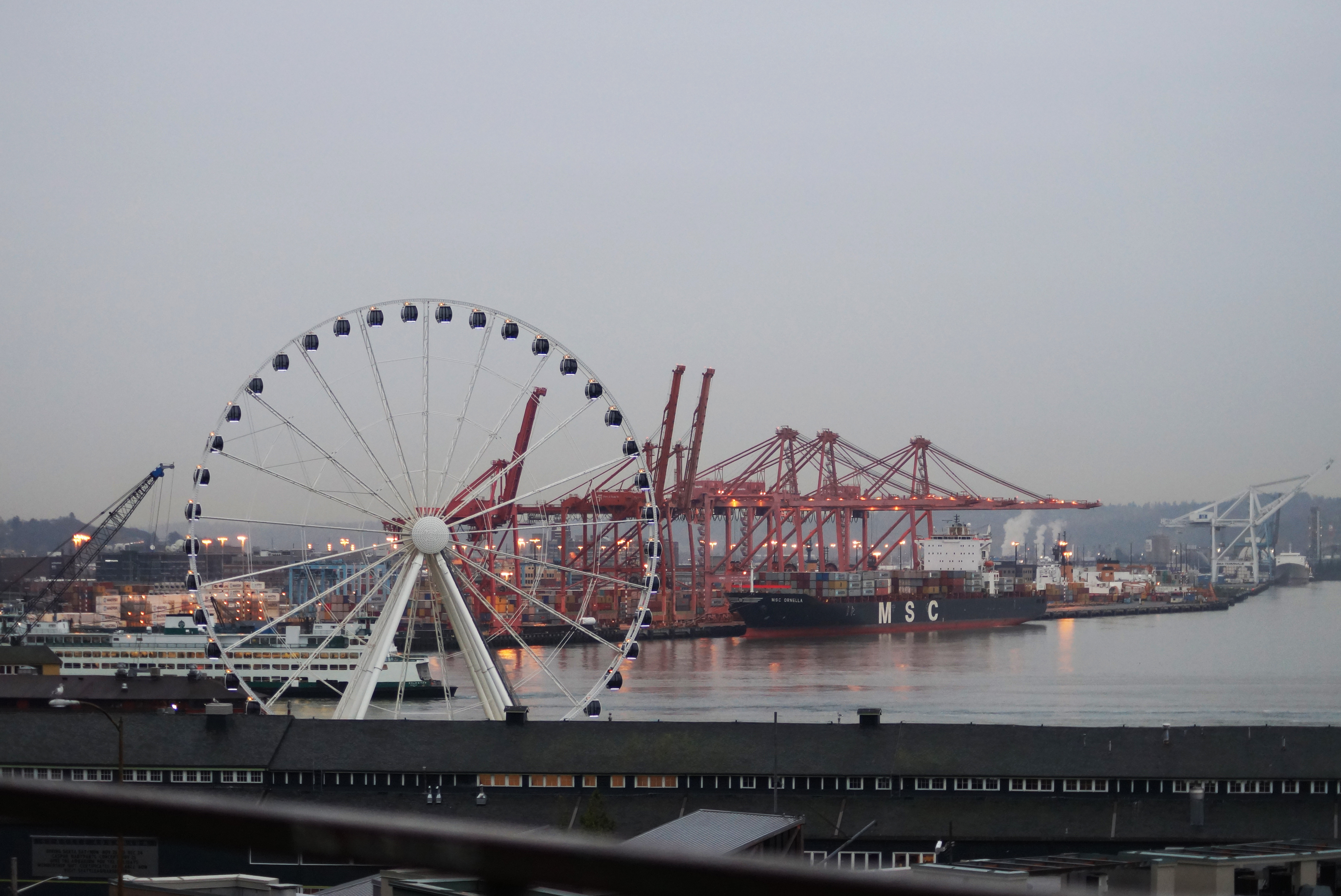
S doky v pozadí.
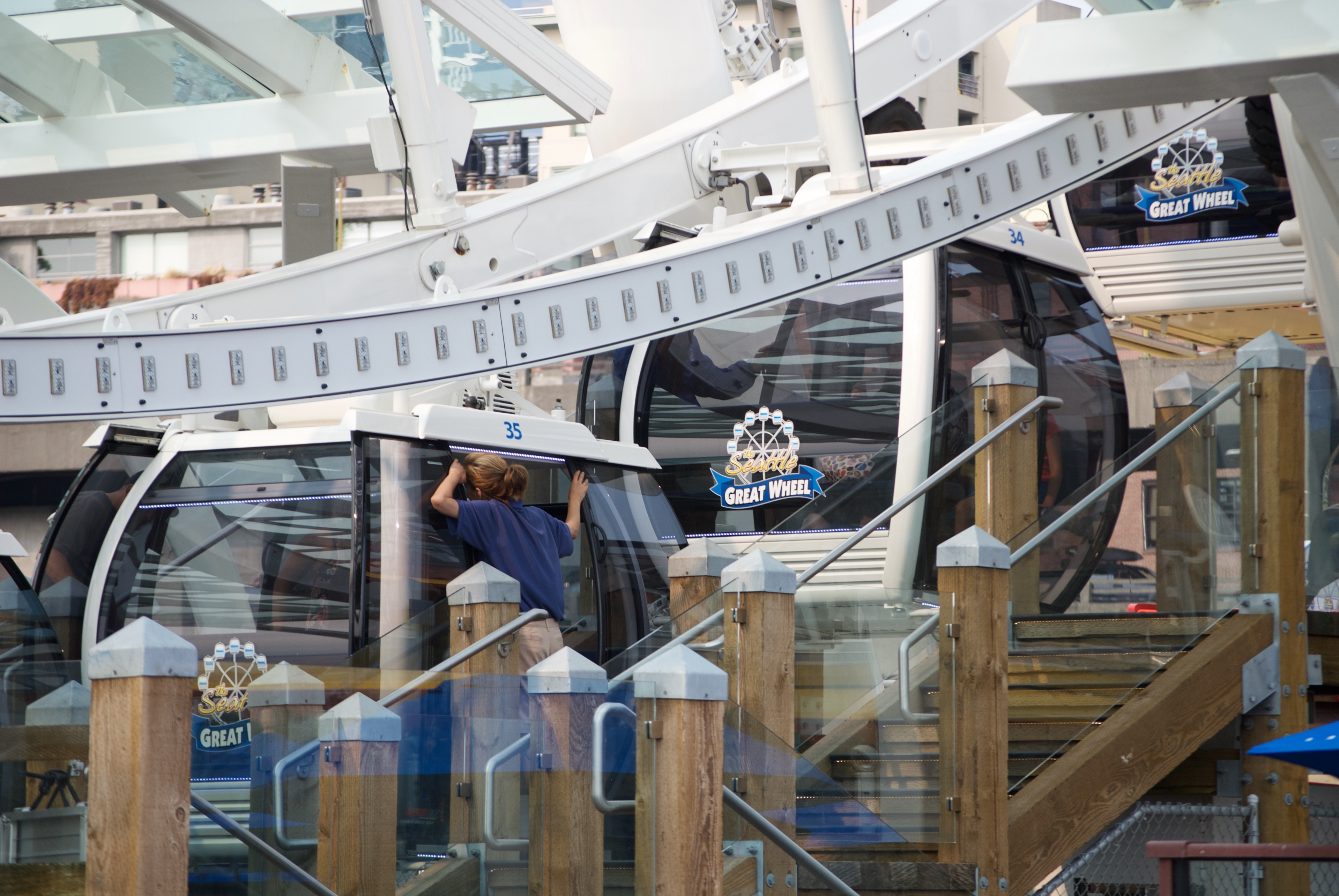
Pohled na kabiny.
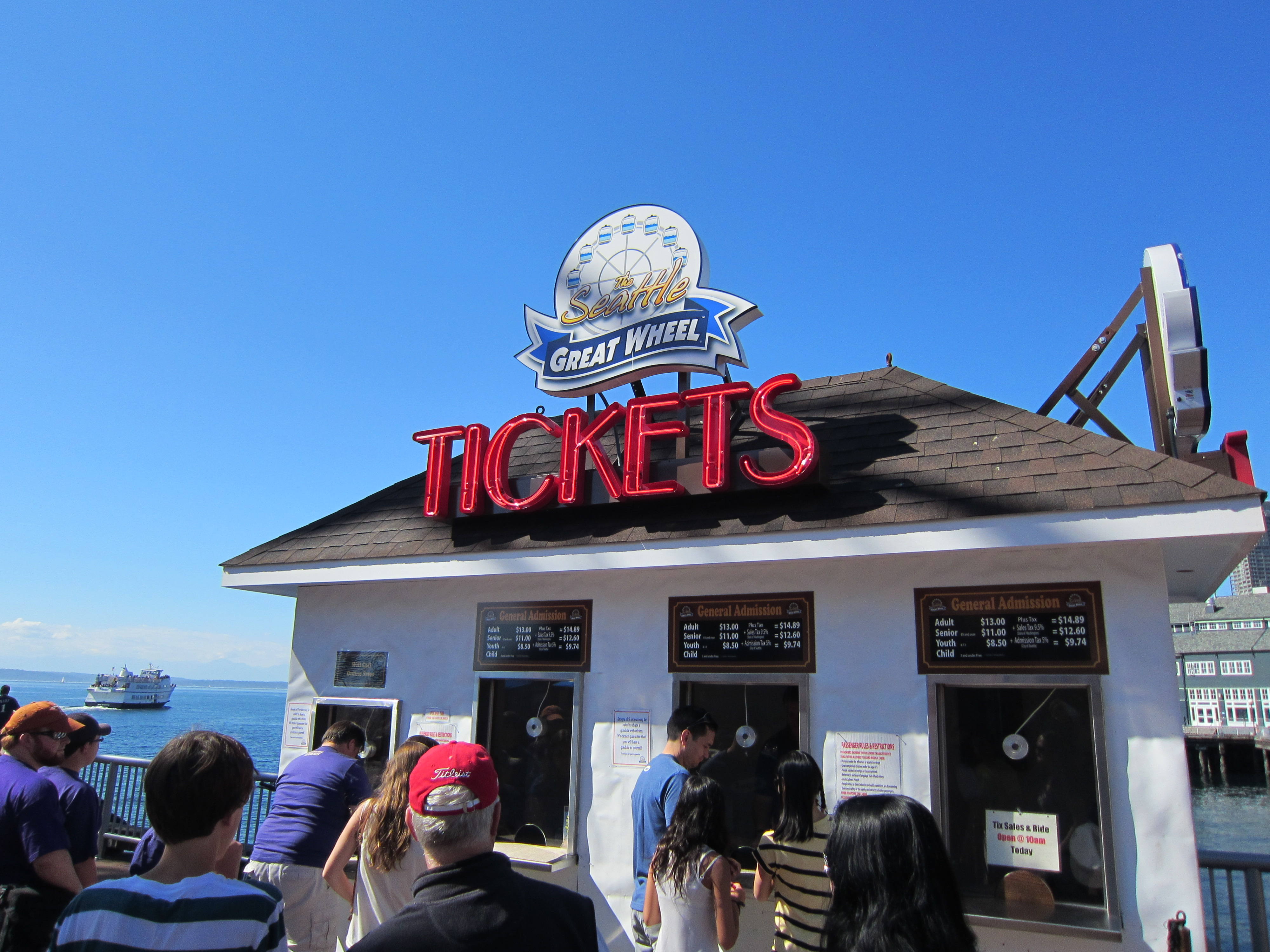
Prodejna lístků.
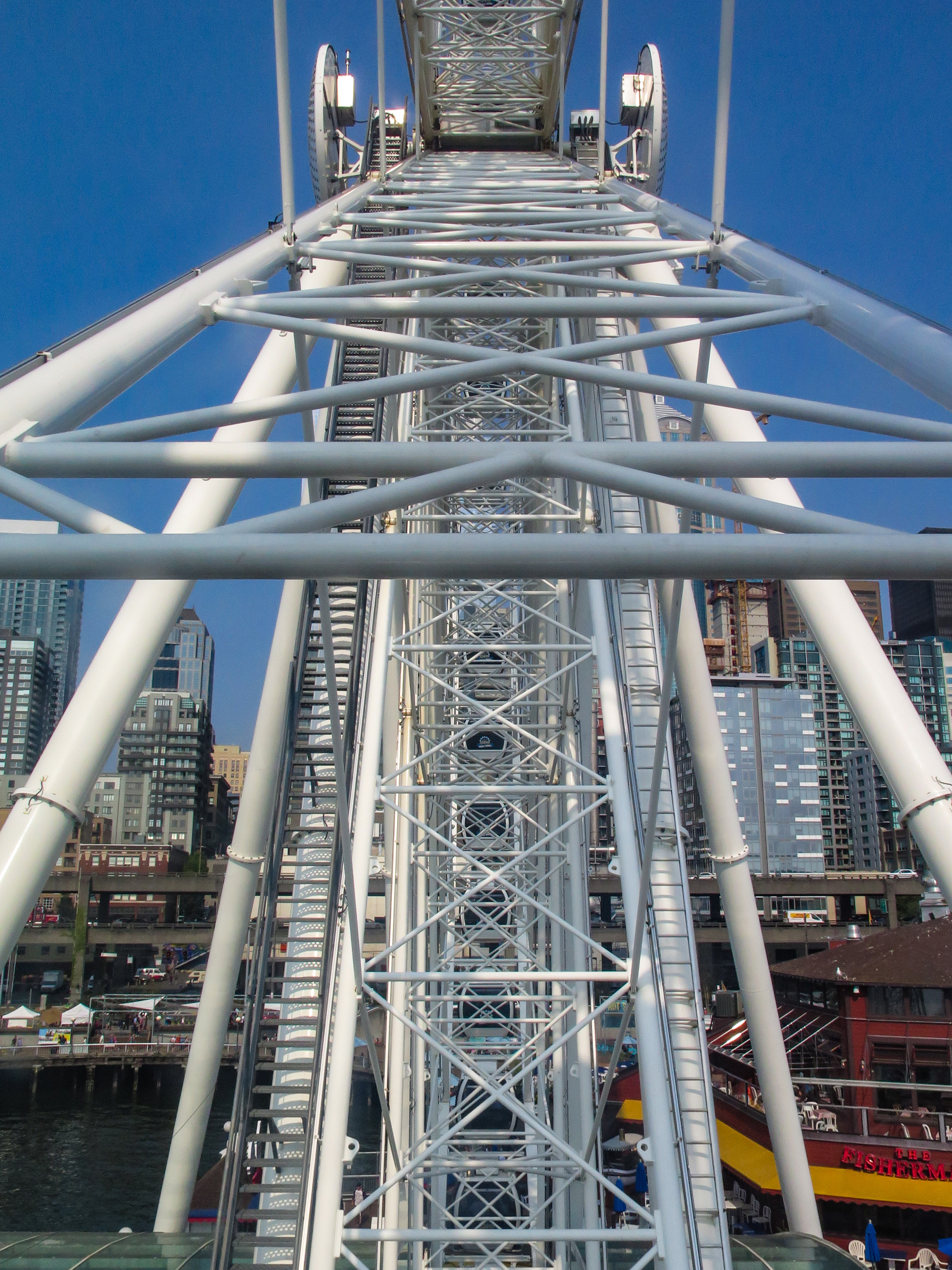
Pohled na konstrukci.